# 이성가
이성가(李成佳, 1922년 10월 9일~1975년 12월 1일)는 대한민국의 독립운동가 출신 외교관, 정치인이다. 제9대 국회의원을 지냈다.

## 생애
독립운동가 이관석의 막내아들로 중화민국 만저우 지방 지린성 퉁화에서 출생했다. 중화민국 장쑤 성 난징에서 남경군관학교를 졸업했다. 일제강점기 말기였던 1942년에서부터 이듬해인 1943년까지 중국 왕정위군 12군 인사참모 소교로 근무하였다. 국민당 정부의 남의사요원으로 활동하다가 1945년 국민혁명군 12군 소교로 귀순하였다. 광복 후 최용덕 장군의 광복군 북평잠편지대의 참모로 활동하다가 귀국하여 대한민국 국군에 참여하였다. 여순 14연대 반란사건 진압에 공을 세웠고, 한국 전쟁에도 참전했다. 육군 제5군단 부군단장 겸 군단장 직무대리를 지내다가 5·16 군사정변 후 1962년 육군 소장 예편하였다. 예편 이후 그는 외교관, 제9대 국회의원(유신정우회)을 지냈다. 1975년 12월 1일 고혈압으로 사망했다.
대한민국 전쟁기념관에서 선정하는 2000년 8월의 호국인물로 선정되었다.

## 학력
- 중화민국 장쑤 성 난징 육군군관학교 졸업(1942년)
- 군사영어학교 1기 졸업, 육군 중령 임관(1946년)
- 육군사관학교 2기 졸업, 육군 대령 재임관(1946년)
- 조선경비보병학교 1기 졸업(1947년)
- 육군참모학교 1기 졸업(1948년)
- 미국 육군참모대학교 졸업(1952년)
- 국방대학교 1기 행정학사(1956년 2월)
- 국방대학원 1기 행정학 석사(1959년 2월)

## 약력
- 육군 제7사단장
- 육군 제8사단장
- 육군 제2훈련소장
- 육군 제2관구사령관
- 육군대학 부총장
- 육군 제5군단 부군단장
- 주 멕시코 대사
- 1966년 주 터키 대사
- 1971년 주 오스트리아 대사
- 1973년 ~ 1975년 : 제9대 국회의원(유신정우회)

## 상훈
- 태극무공훈장
- 을지무공훈장
- 충무무공훈장
- 화랑무공훈장

## 역대 선거 결과
| 실시년도 | 선거 | 대수 | 직책     | 선거구           | 정당       | 득표수 | 득표율      | 순위 | 당락 | 비고 |
| -------- | ---- | ---- | -------- | ---------------- | ---------- | ------ | ----------- | ---- | ---- | ---- |
| 1973년   | 총선 | 9대  | 국회의원 | 통일주체국민회의 | 유신정우회 |        | \| \| 0% \| | 지명 |      | 초선 |
|          | 0%   |      |          |                  |            |        |             |      |      |      |